# Palicourea gachetaensis
Palicourea gachetaensis là một loài thực vật có hoa trong họ Thiến thảo. Loài này được M.C.G.Kirkbr. mô tả khoa học đầu tiên năm 1980.